# Universitäts- und Landesbibliothek Tirol
Die Universitäts- und Landesbibliothek für Tirol (ULB Tirol) ist das Informationszentrum an der Leopold-Franzens-Universität Innsbruck.
Der Bestand der ULB Tirol umfasst aktuell (2024) über 4,2 Millionen Dokumente in gedruckter und elektronischer Form. Darunter finden sich über 95.000 E-Books sowie knapp 30.000 lizenzierte elektronische Zeitschriften und ungefähr 70.000 Objekte aus Historischen Sammlungen. Das Repositorium beinhaltet um die 2.400 digitalisierte Werke sowie 6.000 Open Access Publikationen.

## Aufgabe
Die ULB Tirol ist die größte wissenschaftliche Bibliothek in Westösterreich. Sie fördert und sichert die Qualität von Forschung, Lehre und Studium.
Sie erwirbt physische und elektronische Medien und macht diese im Suchportal der Bibliothek auffindbar.
Sie hilft bei der Suche und Beschaffung von Literatur oder Informationen. Sie berät Universitätsangehörige bei Fragen zu Publikationsmöglichkeiten von Forschungsergebnissen und bietet gleichzeitig die Option an, Open Access zu publizieren.
Als Gedächtnisinstitution bewahrt sie Medien und macht ausgewählte Bestände in digitaler Form der Öffentlichkeit zugänglich.
Als Landesbibliothek und Pflichtexemplarstelle für tirolische Publikationen sammelt die ULB Literatur aus und über Tirol, die sogenannten Tirolensien. Der geographische Rahmen umfasst Tirol in seinen Grenzen vor 1918, mit Südtirol und dem Trentino. Gemäß diesem Sammelauftrag sammelt und bewahrt die Landesbibliothek Tirol Kulturerbe und trägt so zur kulturellen Identität des Landes Tirol bei.
Jeden Monat wird auf der Homepage der ULB Tirol sowie in den Sozialen Medien Kanälen der Bibliothek eine Tirolensie des Monats – nun unter dem Titel „Seitenweise Tirol“ – vorgestellt.
Seit Anfang 2020 wird das umfangreiche schriftstellerischen Wirken im Lesesaal der Hauptbibliothek/Neubau gezeigt – auf einem Wand-Lexikon unter dem Motto „100 Jahre Tiroler Literatur“ mit 750 Autorinnen und Autoren aus Tirol.
Die ca. 200 öffentlichen Büchereien tirolweit, mit jährlich rund 91.200 Nutzenden und 1200 ehrenamtlichen Mitarbeitenden, werden ebenfalls von der ULB Tirol fachlich mitbetreut. Gemeinsam wird die Fachzeitschrift Lesezeichen herausgegeben.

## Standorte
Die Ausleihe gedruckter Werke kann an sieben Standorten der ULB Tirol erfolgen:
- Hauptbibliothek (Campus Innrain)[2]
- Fachbibliothek Altertumswissenschaften (Agnes-Heller-Haus)[3]
- Fachbibliothek Recht (Campus Innrain)[4]
- Bibliothek Haus der Musik Innsbruck (Universitätsstraße 1)[5]
- Fakultätsbibliothek für Sozial- und Wirtschaftswissenschaften / SoWi-Bibliothek (Campus Universitätsstraße)[6]
- Bibliothekszentrum West (Campus Technik)[7]
- Fakultätsbibliothek Theologie (Campus Universitätsstraße)[8]

## Historische Bestände
Die handschriftlichen und gedruckten Bestände vor 1800, darunter beispielsweise 1067 Handschriften und 2122 Inkunabeln, werden in einem eigenen Bereich betreut. Die älteste Handschrift ist das Innicher Evangeliar von um 900 n. Chr., zu den Zimelien zählt auch die Liederhandschrift B (1432) des Oswalds von Wolkenstein. 2005 wurde ein Pergamentcodex von um 1300 n. Chr. entdeckt, der rund 200 Abschriften von Briefen und Mandaten des römisch-deutschen Kaisers Friedrich II., seines Sohnes Konrad IV. und anderer Persönlichkeiten des 13. Jahrhunderts enthält.

## Geschichte
Die Universität Innsbruck wurde 1669 durch Kaiser Leopold I. gegründet, es gab keine eigene Universitätsbibliothek. Das Bibliothekswesen in Tirol bestand aus Kloster- und Stiftsbibliotheken sowie Hof- und Adelsbibliotheken. Es gab keine kommunalen Bibliotheken. 1695 versucht man erfolglos nach der Ambraser Schlossbibliothek zu greifen.
Erste Bestrebungen zur Gründung einer Universitätsbibliothek gab es ab 1731. Durch den Ausbruch des Türkenkriegs 1736 kam es zu einem einstweiligen Stopp.
Durch die Initiative von Anton Roschmann sowie günstige Entwicklungsperspektiven der Universität kam es schließlich zur Einrichtung einer königlichen Bibliothek. Am 22. Mai 1745 wurde die Universitätsbibliothek Innsbruck durch einen Erlass von Maria Theresia gegründet. Als „Bibliotheca Publica“ diente die Bibliothek zwar den Bedürfnissen der Universität, war allerdings dem Staat unterstellt.
Anton Roschmann war der erste Bibliothekar, der erste Stempel lautete „Bibliotheca Oenipontana“. Der Gründungsbestand umfasste 12.262 Bände, die sich aus der Ambraser Schlossbibliothek, der Innsbrucker Hofbibliothek und Dubletten aus Wien und Prag – Geschenke Maria Theresias – zusammensetzten. Am 2. Juli 1746 fand die feierliche Eröffnung im Universitätsgebäude in der heutigen Herrengasse 1 in Innsbruck statt.
In erster Linie war die staatliche Bibliothek für die Universität errichtet, jedoch war sie zugleich zugänglich für die Allgemeinheit. Das Bibliothekspersonal war der Universität nicht unterstellt.
Die Bibliothek wurde ein Modell für andere Bibliotheken, wie etwa für die Neugründung der UB Wien von 1774.
1778 gab es eine neue Bibliotheksordnung mit einem Realkatalog; die Ausleihe für Professoren wurde gestattet.
Durch Klosteraufhebungen unter Joseph II. kam es zu einem Bestandzuwachs. Die Bibliothek zog 1786/87 von der Herrengasse 1 in die Alte Universität in der Universitätsstraße 6. Dort wurden die Bücher in Kästen untergebracht, woraus die Kastensignaturen entstanden.
Im 19. Jahrhundert wuchs der Bestand stetig an. Mit der Schenkung Wolkenstein kamen Tirolensien aus ungefähr 12.000 Bänden an die Bibliothek, 1809 erhielt man das bayrische Pflichtexemplarrecht. Ab 1826/27 durften auch die Gymnasiasten die Bibliothek benutzen, ab 1884 wurde die Ausleihe für Hochschüler, Behörden, Gelehrte und Mittelschullehrer gestattet; der Katalog wurde verbessert. Durch weitere Schenkungen hatte die Bibliothek 1857 einen Bestand von 45.429 Bänden, 1880 schon 91.799 Bände und 1902 bereits 181.994 Bände.
1902 wurde die Bibliothek elektrifiziert, bei Signaturen wurde 1904 der Numerus Currens eingeführt und im Mai 1905 erreichte der Bestand 200.000 Bände.
1911 gab es die Genehmigung eines Neubaus am sogenannten Prügelbaugelände. Dort sollte die Neue Universität und ein eigenes Bibliotheksgebäude errichtet werden am heutigen Innrain 50.
Die Bauphase des Neubaus dauerte von 1912 bis 1914, allerdings verzögerte sich der Umzug auf Grund des Ersten Weltkriegs. Das Bibliotheksgebäude diente als Hilfsspital im Ersten Weltkrieg, im Historischen Lesesaal wurde ein Lazarett errichtet und es wurden 16.000 Verwundete versorgt. Nach dem Kriegsende wurde das Gebäude von der Italienischen Besatzung in Anspruch genommen. Nach Abzug der Besatzung und Renovierungsarbeiten konnte am 23. Oktober 1924 das neue Bibliotheksgebäude bezogen werden.
Den Zweiten Weltkrieg überstand die Bibliothek relativ unbeschadet. Im August 1945 wurde sie nach kurzer Schließung durch die französische Militärregierung wiedereröffnet.
Es kam zur Säuberung der Bestände von NS-Literatur und 2300 Titel wurden aussortiert; in ganz Tirol 170.000 Bände.
Auf Grund von Platzmangel wurde 1949 ein Magazinanbau angeregt 1964/67 entstand das Magazin der Hauptbibliothek.
Mit dem Universitätsorganisationsgesetz von 1975 kam es zur Neuordnung der Bibliotheksausbildung, eine Dezentralisierung setzte mit weiteren Standorten und Fachbibliotheken ein.
Mit dem Mediengesetz 1981 wurde die Pflichtabgabe neu geregelt und Hochschulschriften darin umfasst.
Ab 2007 erfolgte der Neubau der Hauptbibliothek. Gleichzeitig kam es zum Kooperationsvertrag mit dem Land Tirol. Seitdem wird die Bibliothek als „Universitäts- und Landesbibliothek Tirol“ bezeichnet.
2018 öffnete der Bibliotheksstandort Haus der Musik im Zuge der Zusammenarbeit von der ULB Tirol, dem Mozarteum Salzburg und dem Tiroler Landeskonservatorium.
Der aktuellste Neubau der ULBT Tirol ist das Agnes-Heller-Haus und befindet sich am Campus Innrain. Dorthin übersiedelte 2023 die Fachbibliothek Altertumswissenschaften.
In die Planung dieses Neubaus wurden gezielt sämtliche bibliothekarische Arbeitsprozesse dokumentiert und eingebunden, um dadurch eine moderne und optimal organisierte Bibliothek präsentieren zu können.

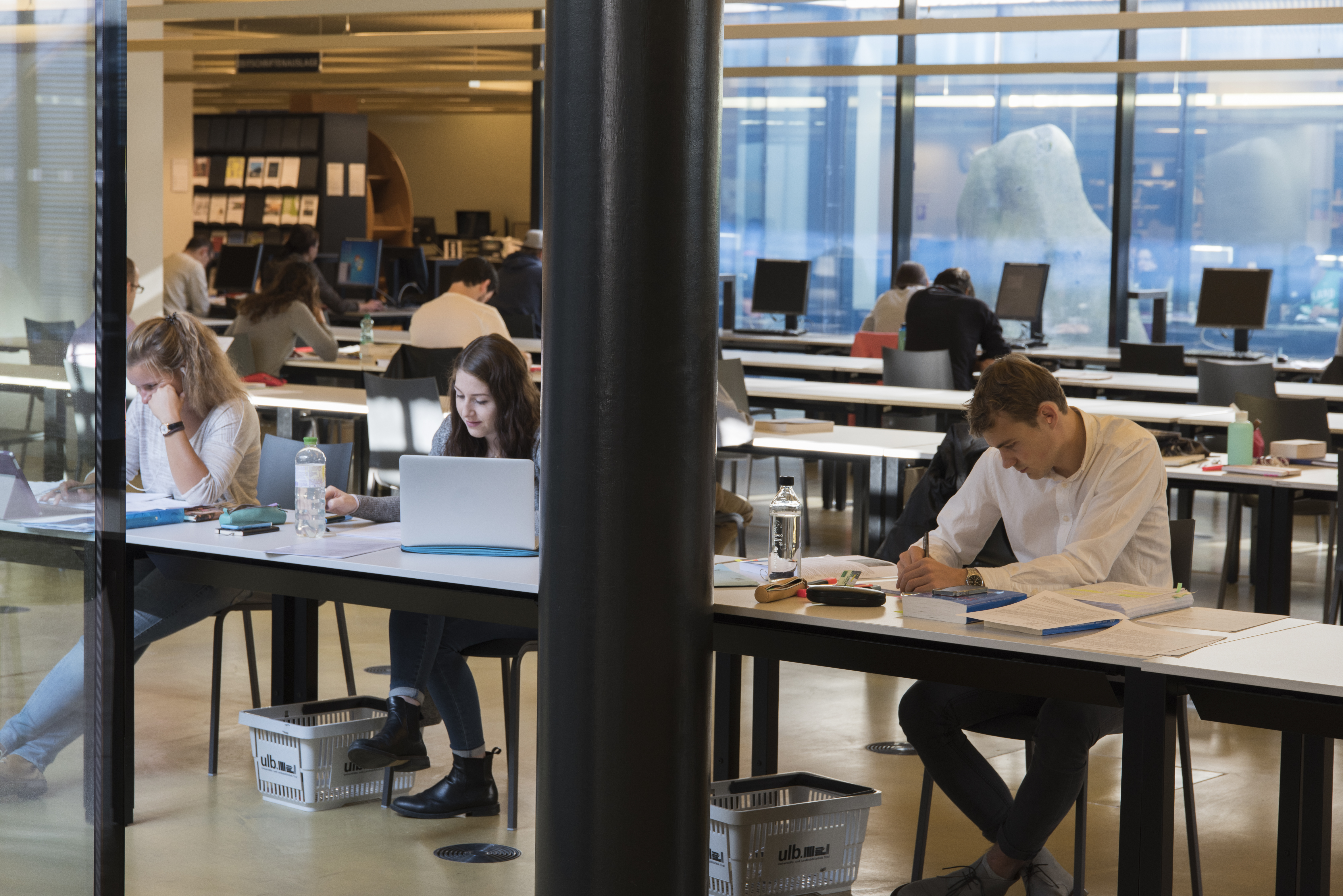
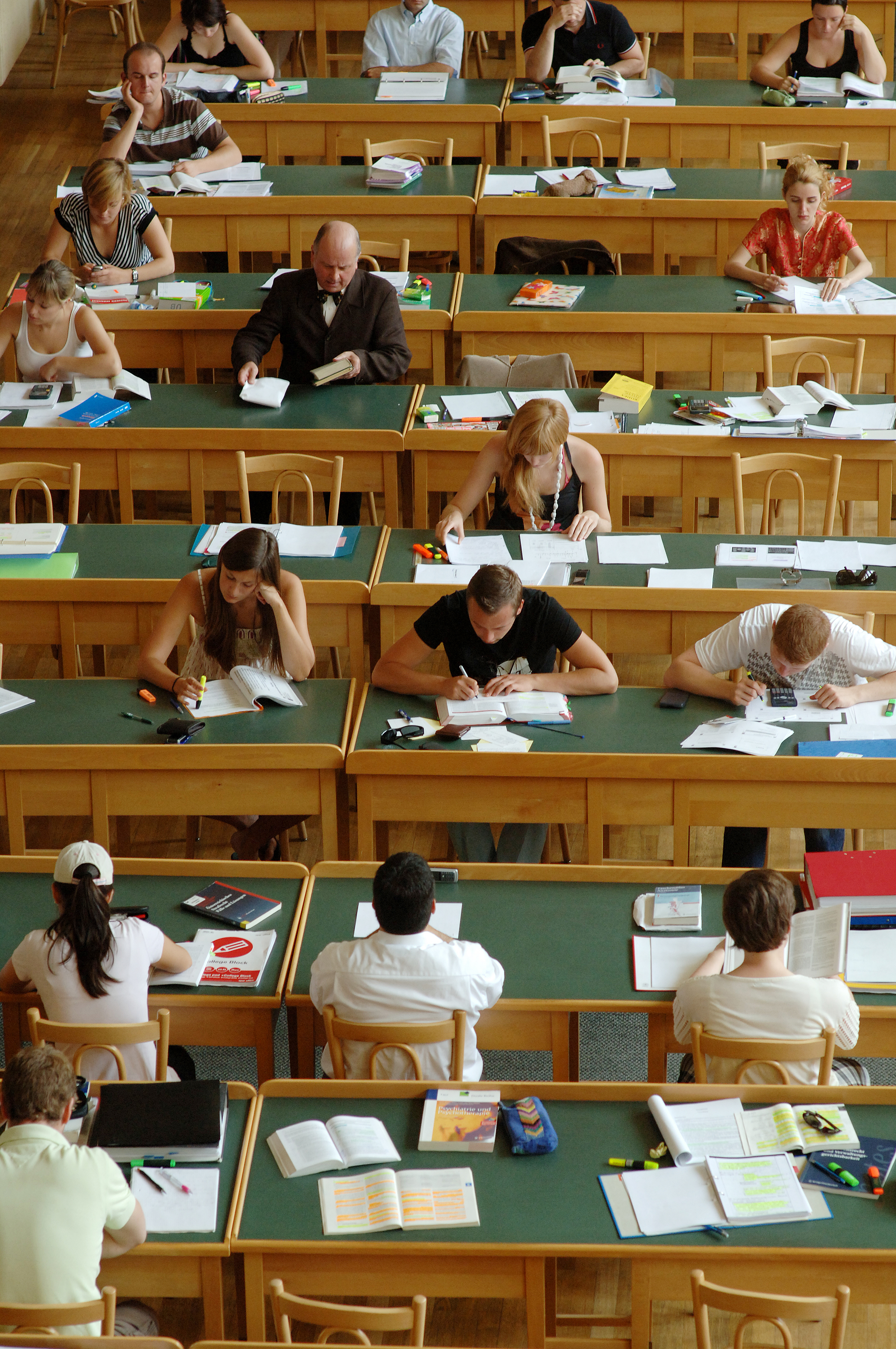
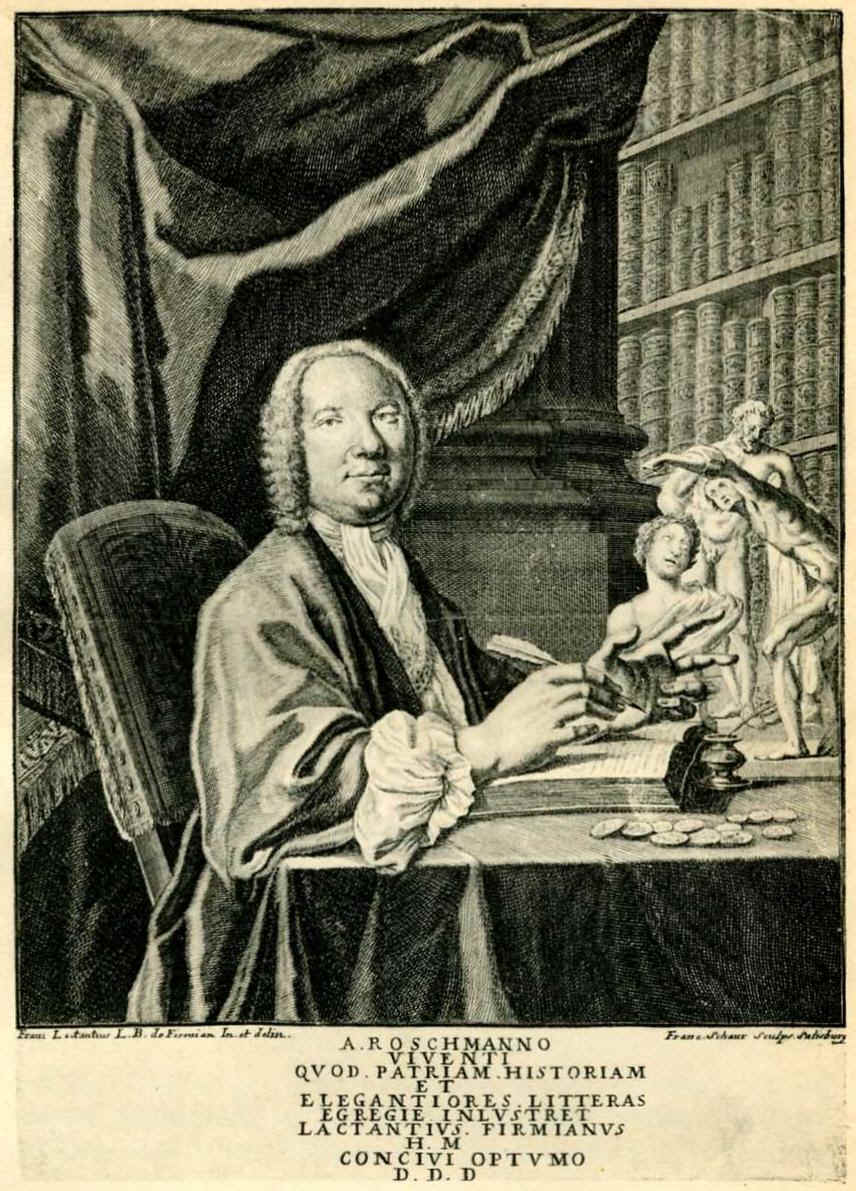
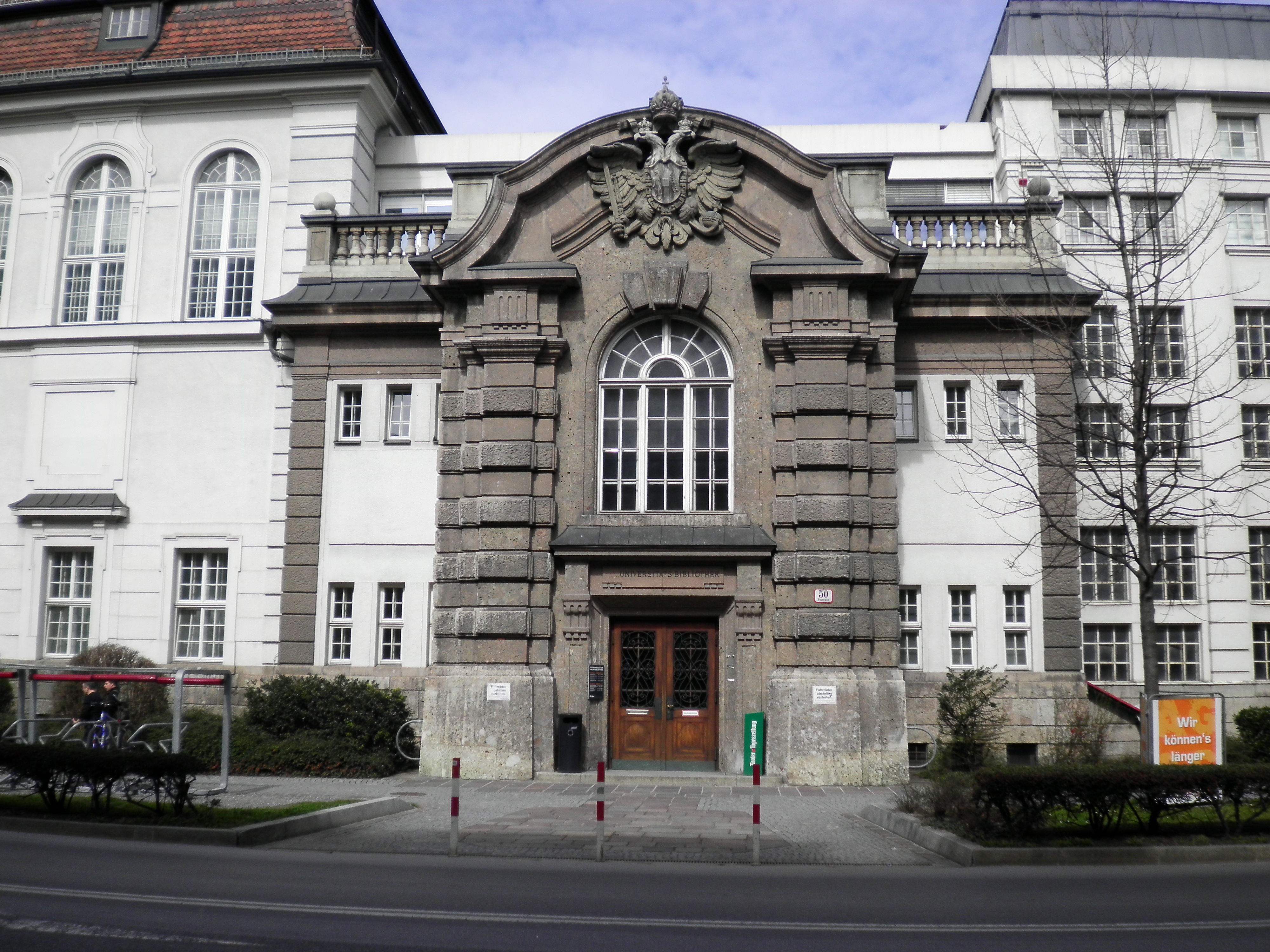
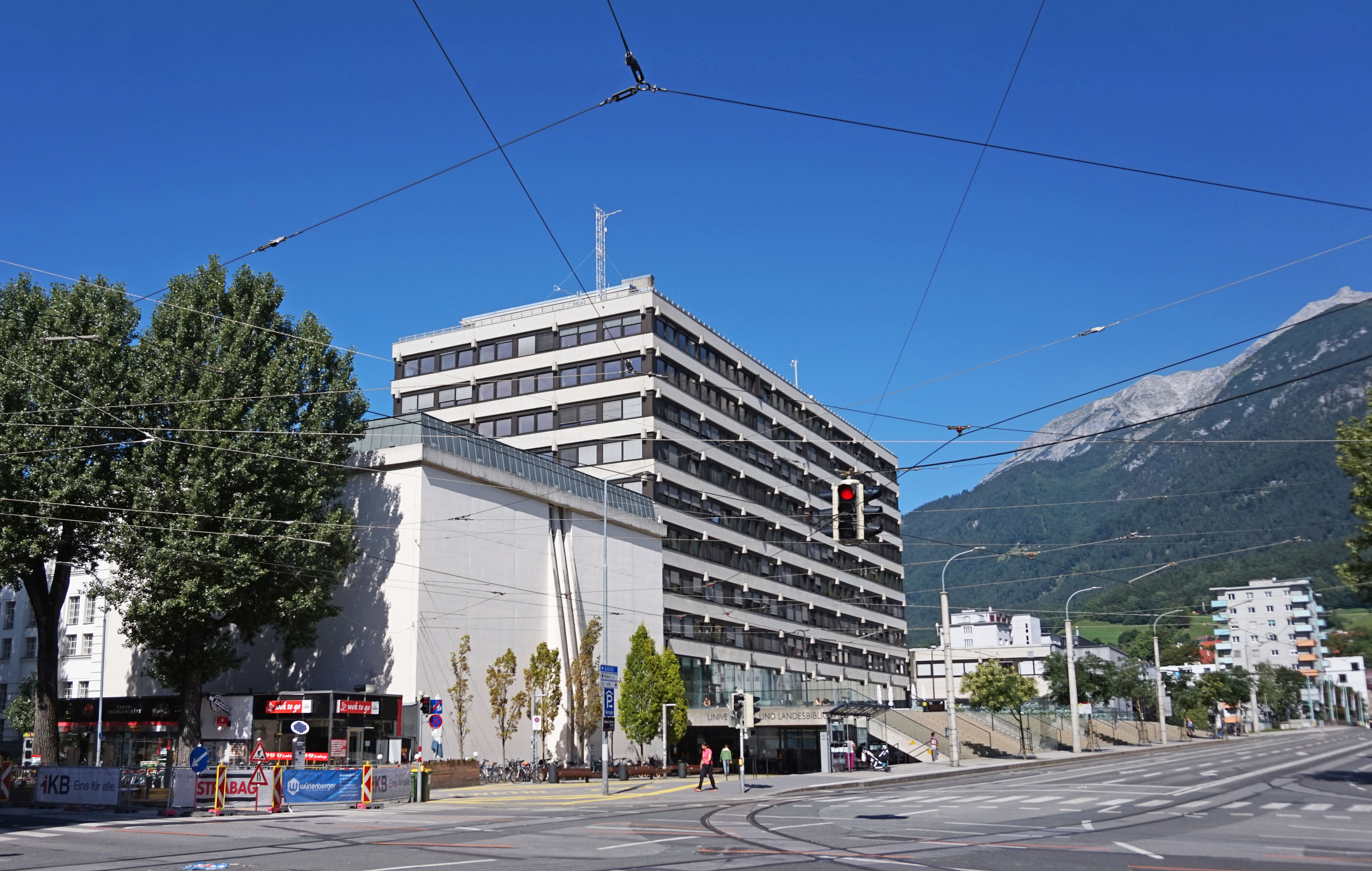

## Leitung
- 1745–1760: Anton Roschmann
- 1760–1779: Johann Baptist Gasser
- 1779–1783: Karl Schwarzl
- 1784–1789: Johann Baptist Primisser
- 1789–1806: Martin Johann Wikosch
- 1806–1822: Johann Anton Bertholdi
- 1822–1828: Johann Albertini
- 1828–1832: Johann Friese
- 1832–1857: Martin Scherer
- 1858–1859: Ignaz Vinzenz Zingerle
- 1859–1866: Eduard Kögeler
- 1868–1874: Friedrich Leithe
- 1874–1881: Adalbert Jeitteles
- 1882–1903: Ludwig Hörmann von Hörbach
- 1903–1911: Anton Hittmair
- 1911–1922: Ludwig Sprung
- 1923–1933: Heinrich Pogatscher
- 1933–1950: Rudolf Flatscher
- 1951–1966: Josef Hofinger
- 1967–1990: Oswald Stranzinger
- 1991–1998: Walter Neuhauser
- 1999–2014: Martin Wieser
- 2014–2015: Elisabeth Frasnelli
- seit 2016: Eva Ramminger